# Dowth Hall

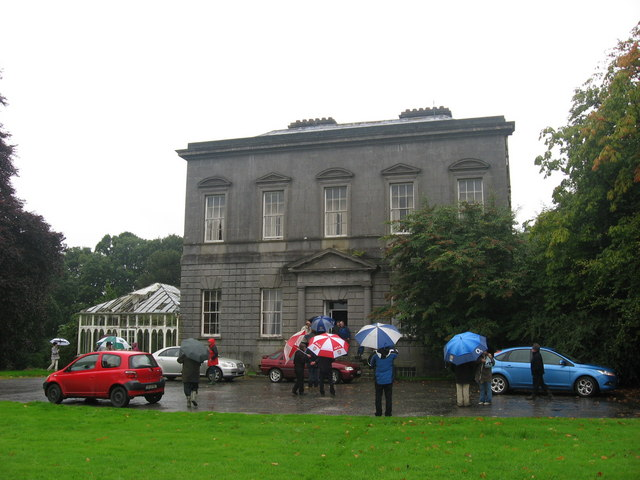
Dowth Hall

Dowth Hall (irisch Halla Dhubhadh) ist ein im County Meath gelegenes Herrenhaus aus dem 18. Jahrhundert. Es ist heute der Sitz der Nationalparkverwaltung für den Boyne-Valley-Nationalpark. Der Name leitet sich vom gleichnamigen Townland Dowth ab, in dem das Gebäude errichtet wurde. Das Gebäude liegt oberhalb des Nordufers des Boyne inmitten des UNESCO-Weltkulturerbes Brú na Bóinne. 2018 wurde bekannt, dass das Gebäude auf einem Passage Tomb errichtet wurde.

## Geschichte
Dowth Hall ist ein zweigeschossiges und fünfachsiges Georgianisches Gebäude, das vom Architekten George Darley (1730–1817) für John Netterville, 6. Viscount Netterville, entworfen wurde, war um 1760 fertiggestellt worden. Das Walmdach ist schiefergedeckt. Ein Wintergarten wurde um 1900 angebaut. Im Inneren des Gebäudes findet sich klassischer Rokoko-Stuck und ist besonders kunstvoll ausgestattet.
Das Gebäude wurde ursprünglich für die Netterville-Familie errichtet. 1845 wurde das Anwesen an Richard Gradwell verkauft. 2013 wurde das Gebäude für Devenish Nutrition von Owen Brennan und Alice Stanton zu einer Summe von fünf Millionen Euro erworben. Auf dem Gelände wurde ein landwirtschaftlicher Versuchsbetrieb für die Futtermittelforschung eingerichtet. 
2023 kaufte der irische Staat das gesamte Anwesen für 11 Millionen Euro, um hier die Nationalparkverwaltung einzurichten.
Zum Anwesen gehört auch das viktorianische Netterville Manor (Mainéar an Neadraibhíolaigh) im Westen von Dowth Hall.